# Grandia (Computerspiel)
Grandia (jap. グランディア, Gurandia) ist ein Computer-Rollenspiel, das von Game Arts erstmals für die Sega Saturn produziert wurde, und der erste Titel der gleichnamigen Serie. Veröffentlicht wurde das Spiel im Januar 1997, durch den Erfolg veröffentlichte man anschließend auch eine PlayStation-Version im Juni 1999. In Europa wurde das Spiel erst im März 2001, über Ubisoft, veröffentlicht. Außerdem arbeiteten auch der Produzent Yoichi Miyagi, der Designer Takeshi Miyaji und der Komponist Noriyuki Iwadare am Spiel. Grandia erlangte überwiegend positive Kritik und wurde von den japanischen Famitsu-Lesern als 73. bestes Spiel aller Zeiten, für eine Umfrage aus 2006, gewählt.

## Handlung
Die Geschichte von Grandia handelt von einem Jungen mit Namen Justin. Dieser lebt zusammen mit seiner Mutter in der fiktiven Hafenstadt Parm. Sein Vater war ein Abenteurer. Justins Traum ist es, in seines Vaters Fußstapfen zu treten und selbst ein großer Abenteurer zu werden. Zusammen mit seiner Spielgefährtin Sue begibt er sich zu den nahe gelegenen Ruinen und findet dort Überreste der alten Angelou-Kultur. Das Hologramm eines Mädchens erscheint ihm und erzählt über die vergangene Welt. Fest entschlossen, das Mädchen zu finden und mehr über die Angelou zu erfahren, zieht Justin los und beschreitet den Weg eines Abenteurers. Auf seiner Reise trifft er viele Gefährten, wie das Mädchen Feena, welche etwas älter ist als Justin und sich als berühmte Abenteurerin herausstellt. Aber auch das Militär ist auf der Suche nach der alten Kultur und so muss sich der Protagonist im Laufe der Geschichte häufig mit dessen Soldaten auseinandersetzen.

### Spielwelt
Die Spielwelt von Grandia ist aufgeteilt in drei Kontinente beziehungsweise fünf Gebiete; sobald ein Gebiet beendet wurde, ist es nicht möglich dieses wieder zu besuchen. Der kleinste Kontinent nennt sich „Messina“ und ist geprägt von der Industrie seiner Hauptstadt Parm, die als Hafenstadt bekannt ist. Weiter nördlich über dem Meer befindet sich der Kontinent „Elencia“, der im Spiel häufig als „neuer Kontinent“ bezeichnet wird. Dieser Kontinent ist reich an Ruinen der „Ikarier“ und obwohl sich die Menschen dort verbreitet haben, ist der Kontinent aufgrund von Monstern, dem Nebelwald und der Bezeichnung „neuer Kontinent“ – die wahrscheinlich Neugierde weckt – abenteuerorientiert, weswegen der neue Kontinent auch populär für die in der Welt von Grandia populären Abenteurer ist. Hierzu dominiert auch eine sogenannte „Abenteurer-Liga“ mit Zentrale in „Neu-Parm“, die scheinbar als wichtigste Anlaufstelle für Abenteurer gilt. Der Menschheit gegenüber unbekannt sind die Bewohner des Nebelwaldes, die sich Humanoiden bezeichnen. Sie leben an der Grenze zum Ende der Welt, wie sich die hohe Mauer bezeichnen lässt, die bisher niemand erreicht, geschweige denn passiert haben soll. Das Ende der Welt ist auch ein nebensächliches Gesprächsthema im Munde der Menschen der Spielwelt und angenommen wird, dass dort hinter nichts sei. Hinter dieser Mauer befindet sich ein weiteres Gebiet, das als „die verlorene Welt“ bezeichnet wird. Die verlorene Welt ist direkt „hinter“ dem Ende der Welt angesiedelt und verfügt aufgrund der „fremden“ Klimazonen, eine deutlich unterschiedliche Fauna zu der von Menschen aus Messina und Elencia bekannten. Die Bewohner haben auch wie die Humanoiden Hörner und sind keine Menschen. Weiter östlich nach dem „Meer der Nixen“, befindet sich ein weiterer Kontinent, der sich „Ost-Elencia“ nennt. Auf diesem Kontinent leben neben den Humanoiden weitere Wesen, wie beispielsweise Hasenartige. Die Hauptstadt heißt „Zil Padon“ und ist bewohnt von verschiedenen Wesen, die zwar nach Ethnie aufgeteilt in drei Stadtviertel leben, aber den Alltag zusammen bewältigen. Zil Padon ist zudem die größte Stadt im Spiel. Die Bewohner der verlorenen Welt und Ost-Elencia müssen voneinander wissen und agieren sicherlich miteinander, da im Spiel von Schiffsfahrten über das Meer der Nixen der Bewohnern der verlorenen Welt gesprochen wird. Als fünftes Gebiet besucht man „Angelou“, bei dem jedoch nur die im Spiel bedeutsame Stadt Alent, die auf dem Mond liegt, und die zertrümmerte Stadt „Ikarien“ (Ost-Elencia) besucht werden kann.
Unabhängig von der Geschichte sind die Orte im zweiten Gebiet der verlorenen Welt oder auch Ost-Elencia Schloss der Träume, Soldatenfriedhof und der Turm der Versuchung, wobei letzteres erst nach dem Aufenthalt in Alent freigeschaltet wird.

#### Gebiete in Grandia
| Alle Gebiete auf der ersten CD: - Messina - Parm (Hauptstadt) - Marnastraße - Sult Ruinen - Leck-Minen - West-Elencia („neue Welt“) - Neu Parm (Hauptstadt, inklusive Hafen von Neu Parm) - Merill-Straße - Haus von Feena - Rangle-Gebirge - Dom Ruinen - Garlyle-Basis - Nebelwald - Dorf Luc (Dorf der Humanoiden) - Ende der Welt - Verlorene Welt - Tal des Flugdrachens - Dorf Dight - Taifun-Turm - Lama-Gebirge - Dorf Gumbo - Vulkan - Zwillingstürme - Mysteriöse Dunstberge - Meer der Nixen | Alle Gebiete auf der zweiten CD: - Ost-Elencia - Urwald - Dorf Cafu - Steinwald - Turm der Verdammung - Zil-Wüste - Schloss der Träume - Soldatenfriedhof - Zil Padon (Hauptstadt) - Wildnis der Savanne - Brinan-Plateau - Dorf Laine - Verlassenes Dorf Laine - Regenbogen-Berg - Die Grandeur - Alent (auf dem Mond) - Lutzet-Gebirge - Turm der Versuchung - J-Basis - Unterirdische Bahnruinen - Feldbasis - Ikarien - Gaia |

### Mythologie der Ikarier
In der Welt von Grandia ist die fiktive Mythologie um das Volk der Ikarier prägend für die menschliche Gesellschaft im Spiel. Sie werden als flügelartig wunderschöne Wesen beschrieben, die mit der Kraft eines Geistersteins enorme Magie anwenden und die prachtvolle Zivilisation „Angelou“ gründen konnten. In diese Zivilisation bauten sie die Stadt „Alent“, die als Stadt der Weisheit bekannt war und die Weisheit der Ikarier untermalen soll. In dieser Stadt lebt die lebendige Datenbank Liete, die als hohe Priesterin von Alent betitelt wurde. Sie verfügt über jede Information der Kultur und des Lebensstils der Ikarier.
Ikarier sehen den Menschen ähnlich, können sich jedoch Flügel wachsen und diese wieder verschwinden lassen. Die enorme Magie kann ein Ikarier nur während dieser Flügelphase anwenden. Zu Zeiten Angelous lebten Ikarier koexistierend mit den Menschen zusammen und beschenkten diese. Die Menschen jedoch sollen neidisch auf die Kraft, die die Ikarier mit ihren Flügeln erlangen konnten, geworden sein und klauten ihnen die Geistersteine, was dazu führte, dass eine gewisse Dunkelheit das Land heimsuchte. Um die Dunkelheit aufzuhalten, bauten die Ikarier eine Mauer, die die Welt von Grandia in zwei Hälften teilte. Diese Mauer wird als das Ende der Welt bezeichnet und wurde scheinbar noch nie von einem Menschen passiert, weswegen die Menschen in der Spielwelt denken, dass hinter dieser Mauer nichts sei. Der Grund zum scheinbar unmöglichen Passieren liegt im davor liegenden Nebelwald, der aufgrund des dichten Nebels und der Dunkelheit, anscheinend noch nie passiert wurde und damit das Ende der Welt nie erreicht werden konnte. Jedoch bekam eine weitere Volksgruppe, die Humanoiden, die in ihrem Dorf namens „Dorf Luc“ leben, von den Ikariern sogenannte nebellösende Nüsse geschenkt, womit sich die Humanoiden im Nebelwald orientieren und damit im Nebelwald fern von der menschlichen Zivilisation leben konnten. Die Dunkelheit wurde dermaßen stark, dass aus ihr ein Monster namens „Gaia“ geboren wurde. Um das Monster zu bezwingen, opferten sich alle Ikarier für die Rettung der Menschen. Vorher sprachen sie jedoch einen Wiedergeburtsspruch aus, der zwei Ikarier auf die Welt bringen soll, sollte Gaia jemals wieder auferstehen. Im Videospiel sind diese Feena und Leen.
Der überwiegende Teil der menschlichen Zivilisation zum Spielbeginn hat die ikarische Zivilisation bereits vergessen oder hält diese nur für einen bloßen Mythos. Nur das Baal Museum von Parm, die Galyle-Armee und wenige Abenteurer befassen sich noch damit. Während die Zivilisation Angelou noch mit den Ikarieren verknüpft wird, ist die Stadt Alent hierbei komplett in Vergessenheit geraten. Die Galyle-Armee weiß jedoch zusätzlich über die Geistersteine Bescheid. Als Beweise für die Kultur existieren für die Menschen in den Städten Parm und Neu Parm jeweils eine ikarische Ruine, die über merkwürdige Skulpturen die Darstellung der Ikarier verfälscht und man diese für zumindest nicht die „wunderschönen“ Wesen hält.

## Spielprinzip
Die Umgebung in Grandia wird als dreidimensionale Karten dargestellt und mit Charakteren die in 2D animierter Bitmap-Sprite bestückt wurden. Die Kamera lässt sich in alle Richtungen drehen und folgt einer abgewinkelten Third-Person-Perspektive, die man dreifach zoomen kann. Dies ist notwendig, um versteckte Durchgänge oder Gegenstände zu sehen.
Die Statistiken der einzelnen Gruppenmitgliedern erhöhen sich durch das Besiegen von Feinden in Ebenen, durch das Verdienen von Erfahrungspunkten. Um neue Fähigkeiten zu erlernen, muss man Waffen oder Zaubersprüche im Kampf wiederholt anwenden. Sobald eine Waffe oder ein Zauber mehrmals im Kampf angewendet wird, wird die Fähigkeit um ein Level erhöht. Waffen existieren in verschiedenen Klassen und nicht jedes Gruppenmitglied kann alle Klassen anwenden, darunter gibt es bei den Waffen Äxte, Keulen, Messer, Peitschen und Schwerter. Außerdem erhöht sich bei bestimmten Fähigkeiten auch die Lebens- und Zauberkraft. Als Beispiel ist das Wasser-Element, wenn man hier das Qualifikationsniveau um ein Level höher steigt, erhält man ein HP (englisch Health Points; Lebenskraft), sowie 2 MP (englisch Mana Points; Zauberkraft). Die Zaubersprüche kann man über sogenannte Mana Eggs (Mana-Eier) erlernen, die in der Spielwelt verteilt sind. Es gibt vier Elemente Erde, Feuer, Wasser und Wind, je nach Kombination und Anwendung entstehen weitere Elemente und somit kann jedes einzelne Gruppenmitglied eigene und verschiedene Spezialattacken erlernen.
Gegner oder auch Monster sind auf dem Spielfeld sichtbar und wandern ziellos umher. Wenn die Gruppe zu nahe kommt und man Augenkontakt hat, leuchten die Monster rot auf und laufen der Gruppe hinterher. Es gibt drei Wege einen Kampf anzufangen, diese haben außerdem Auswirkungen auf den Kampf. Hat man Augenkontakt und läuft dem Monster entgegen, beginnt ein normaler Kampf. Sollte man versuchen zu flüchten oder unaufmerksam sein und scheitert die Flucht, so hat das Monster als erstes Körperkontakt zur Gruppe und der Kampf beginnt im Hinterhalt. Hier darf der Gegner seinen ersten Zug machen und man ist im Nachteil. Wenn man sich jedoch von hinten anschleicht und das Monster nichts bemerkt, so hat man einen Vorteil. Dies nennt man auch Du bist dran!, hier zieht man mit der gesamten Gruppe vor den Monstern seinen Zug. Der Kampf wird auch in der Third-Person-Perspektive gezeigt und das Kampfsystem besteht aus einem Zeitbalken, womit man für die Protagonisten (Gruppenmitglieder) des Kampfes Kommandos geben kann. Jede Aktion dauert jedoch unterschiedlich lang. Es ist auch möglich Attacken von Gegnern abzuwehren oder zu verhindern, selbst bei Bosskämpfen.

## Charaktere

### Spielbare Hauptrollen
- Justin: ein 14-jähriger Junge aus Parm, der auf große Abenteuer, genau wie seine erfolgreichen Vorfahren, gehen möchte. Er ist der Held im Spiel.
- Sue: Sie ist acht Jahre alt und die beste Freundin von Justin. Ein fliegendes Haustier hat sie, welches Puffy genannt wird, es folgt ihr überallhin und sitzt immer auf ihrem Kopf.
- Feena: Mit ihren jungen 15 Jahren wird ihr in Neu-Parm ein sehr hoher Rang der Abenteuer-Liga verliehen. Ihre Eltern hat sie im frühen Alter verloren und sie wuchs alleine mit ihrer Schwester Leen auf. Auf einem Dampfschiff nach Neu-Parm lernen Justin und Sue Feena kennen. Im Verlauf der Geschichte erfährt sie, dass sie eine sogenannte Ikarierin ist und verborgene Kräfte hat.
- Gadwin: Bekannt als Ritter von Dight, ist er wie ein Lehrer für Justin. Seine positiven Eigenschaften sind, dass er sehr höflich und respektvoll mit anderen umgeht.
- Rapp: ein 15-jähriger Ninja aus Cafu. Sein bester Freund ist der kleine Nicky, welcher auch in Cafu lebt. Die Reise tritt er an, weil er sich für die Versteinerung seines Volks rächen will.
- Milda: Im Turm der Verdammung lernen Justin, Feena und Rapp die 19-jährige Milda als Feind kennen, nach einem Kampf stellt sich heraus, dass alle auf einer Seite sind, und so schließt sie sich der Gruppe an. Außerdem ist sie eine sehr starke Frau, die mit ihrem Darlin glücklich zusammen lebt.
- Guido: Man weiß nicht, wie alt er ist. Er stammt aus einem Volk, das sich Mogay nennt. Die Mogays sind ein hasenartiges Volk, welche in einem Stadtteil von Zil Padon leben. Neben seiner Vorliebe für Geld sollte man erwähnen, dass er auch der Anführer der Mogays ist.
- Liete: Sie ist die Hohepriesterin der verlorenen Zivilisation von Angelou und auch die Wächterin von Alent, allerdings ist sie keine Ikarierin.

### Nebenrollen
- Lilly: die Mutter von Justin und die Leiterin des Restaurants Möwentreff.
- Java: ein alter populärer Abenteurer, der es ermöglicht, dass Justin und Sue einen Passagierschein nach Neu-Parm bekommen. Er lebt zurückgezogen in den Leck Mienen.
- Nana, Saki, Mio: Sie sind drei Frauen, die der Galyle-Armee als Oberoffiziere dienen.
- Leen: Sie ist die ältere Schwester von Feena und außerdem Leutnant von der Galyle-Armee.
- Mullen: Der Sohn von General Baal, anfangs noch überzeugt von den Plänen seines Vaters, zweifelt er im Verlauf des Spiels dran.
- General Baal: Anführer der Galyle-Armee und der Antagonist.

## Synchronsprecher
| Charakter    | Japanische Stimme | Englische Stimme   |
| ------------ | ----------------- | ------------------ |
| Justin       | Fujiko Takimoto   | Snazin Smith       |
| Feena        | Noriko Hidaka     | Angela Anderson    |
| Sue          | Kumiko Nishihara  | Blaney R. Aikman   |
| Gadwin       | Rokurō Naya       |                    |
| Rapp         | Kappei Yamaguchi  | John W.            |
| Milda        | Chika Sakamoto    | Sharon Coleman     |
| Guido        | Yoshiko Kamei     | Scott Beers        |
| Liete        | Kikuko Inoue      | Sharon Coleman     |
| Puffy        | Hikari Tachibana  | Hikari Tachibana   |
| General Baal | Norio Wakamoto    | Scott Beers        |
| Mullen       | Jūrōta Kosugi     | Tim Bosley         |
| Leen         | Hikari Tachibana  | Nicole Weiss       |
| Nana         | Yumi Tōma         | Maria H. Hernandez |
| Saki         | Junko Hagimori    | Blaney R. Aikman   |
| Mio          | Aya Hisakawa      | Christal Garcia    |
| Lilly        | Yumi Tōma         | Angela Anderson    |
| Nicky        |                   | Anthony Garcia Jr. |
| Junge        |                   | Anthony Garcia Jr. |

- In einigen Videosequenzen gab es auf der deutschen Version auch deutsche Synchronsprecher, auf der französischen Version französische, die Namen sind allerdings nicht bekannt.

## Weitere Veröffentlichungen zuGrandia

### Grandia Prelude und Memorial Package
Grandia: Prelude (グランディア　～プレリュード～; Gurandia: Pureryūdo) ist der Auftakt zum originalen Spiel Grandia, erschien ausschließlich für die Sega Saturn und exklusiv für den japanischen Markt. Die Katalognummer lautet 6106600.
Das Spiel enthält zwei spielbare Modi, der erste Modus ist der Anfang des originalen Grandia Spiels und der zweite Modus ein Einblick in das Vulkan-Level. Es gibt außerdem Charakter-Profile, Videosequenzen und einen Vorschau-Modus, in dem man verschiedene Orte, die im originalen Spiel nicht auf dieser Art und Weise zu sehen sind, vom Spiel aus der Luft erkunden kann.
Es wird spekuliert, dass die Auflage von Grandia Prelude auf nur 10.000 Einheiten limitiert war. Erhalten soll man das Spiel wohl nur mit einer Absendung einer speziellen Karte an Game Arts haben. Andererseits wird gesagt, dass die Auflagen auf speziellen Veranstaltungen vergeben wurden.
Das Spiel Grandia Memorial Package (グランディア メモリアルパッケージ; Gurandia Memoriarupakkēji) ist eine Neuauflage vom Spiel, das nur mit einem anderen Cover und einem neuen Aussehen der Disc daher kommt. Es wurde ausschließlich für den japanischen Markt produziert und ist spielbar auf der Sega Saturn. Die Katalognummer lautet T-4513G.

### Soundtrack-Alben
Komponiert wurden alle Alben von Noriyuki Iwadare.
| Veröffentlichung  | Titel                                                                               | Anmerkung        |
| ----------------- | ----------------------------------------------------------------------------------- | ---------------- |
| 18. Dezember 1997 | Grandia Pre-order Campaign Special CD グランディア 予約キャンペーン特製ＣＤ         | Vorbesteller-CD  |
| 22. Dezember 1997 | Grandia / Original Soundtracks 「グランディア／オリジナルサウンドトラックス」       | Soundtrack-Album |
| 04. Februar 1998  | Vent: Grandia Arrange Version Vent ～ グランディア アレンジバージョン               | Soundtrack-Album |
| 26. Juni 1998     | „Grandia“ Original Soundtracks II 「グランディア」 オリジナル・サウンドトラックスII | Soundtrack-Album |
| 25. Juni 1999     | The Best of Grandia ベスト オブ グランディア                                        | Kompilation      |

### Publikationen
- Hiroshi Hosoe: Grandia (1) Shintairiku Elencia (deutsch: Grandia (1) Neuer Kontinent Elencia; original: GRANDIA(グランディア)〈1〉新大陸エレンシア (角川スニーカー文庫)), Kadokawa Shoten, Juni 1999, ISBN 4-04-419505-6
- Hiroshi Hosoe: Grandia (2) Sekai no Hate o Koete (deutsch: Grandia (2) Jenseits vom Ende der Welt; original: GRANDIA(グランディア)〈2〉世界の果てを越えて (角川スニーカー文庫)), Kadokawa Shoten, August 1999, ISBN 4-04-419506-4
- Hiroshi Hosoe: Grandia (3) Arento no Mukō-gawa (deutsch: Grandia (3) Jenseits von Alent; original: GRANDIA(グランディア)〈3〉アレントの向こう側 (角川スニーカー文庫)), Kadokawa Shoten, Oktober 1999, ISBN 4-04-419507-2

### Ableger
Durch den Erfolg gab es zwei Ableger der Serie Grandia: Digital Museum (ausschließlich erhältlich für Sega Saturn) und Grandia: Parallel Trippers (exklusiv für Game Boy Color), die jedoch nur in Japan veröffentlicht wurden.

### Wiederveröffentlichungen
Das Spiel wird seit April 2009 auch im PlayStation Network für die PlayStation 3, PlayStation Portable und später PlayStation Vita angeboten.
Im August 2018 wurde bekanntgegeben, dass der Titel als „HD Remaster“ im Winter 2019 für Nintendo Switch und Steam weltweit veröffentlicht werden soll. Anspielbar soll der Titel erstmals auf der PAX 2018 in Seattle gewesen sein. Das HD-Remaster soll auf den Quelltext der PlayStation- und Sega-Saturn-Version basieren, wobei die Details zur Benutzerschnittstelle, zu den Sprites und den Texturen verbessert werden sollen. Dazu gibt es Verbesserungen der Multisample-Anti-Aliasing- (kurz; MSAA) und Blur-Effekten, im Texture Mapping und der optischen Darstellung der originalen Videos. Außerdem werden ein digitales Benutzerhandbuch, Steam-Achievements und -Sammelkarten hinzugefügt. Zur Sprachausgabe wird derzeit die Auswahl der englischen sowie japanischen Sprache angegeben, wozu bei der japanischen Sprachausgabe zusätzlich englische Untertitel möglich sein sollen. Als Teil der Grandia HD Collection wurde das Spiel am 16. August 2019 digital für Nintendo Switch und als HD Remaster am 15. Oktober des Jahres über Steam veröffentlicht.

## Sonstiges
Während der Veröffentlichung von Grandia auf der PlayStation 1 in Japan sang die japanische Rock-Musikgruppe L’Arc-en-Ciel das offizielle Titellied It's the End als Werbelied. Die Werbung wurde nur in Japan ausgestrahlt.

## Rezeption
Grandia erhielt in der japanischen Famitsu die Wertung 32/40 für beide Formate der PlayStation- und Sega-Saturn-Version.
Von der Electronic Gaming Monthly gab es für die PlayStation-Version 9/10 Punkte.
Obwohl das Spiel außerhalb von Japan noch nicht veröffentlicht wurde, gab GameSpot 1998 einen Artikel mit Bewertung. Darin wurde für die Sega-Saturn-Version geschrieben, dass Grandia das Videospiel Final Fantasy VII in allen Punkten übertreffe. Hinzugefügt wurde, dass das Spiel nicht nur länger ist und eine ansprechendere Besetzung von Charakteren hat, aber die Verbreitung fehlt, womit andere Rollenspiele Verdienste machen. Nach diesem Beitrag wurde das Spiel mit dem Editor’s Choice Award ausgezeichnet. Ein ähnlicher Beitrag wurde zur PlayStation-Version erwähnt.
Im Jahr 2001 wurde bestätigt, dass sich das Spiel insgesamt eine Million Mal verkaufen konnte. Fünf Jahre später, 2006, haben die Famitsu-Leser die Sega-Saturn-Version als 73. bestes Spiel aller Zeiten in die All Time Top 100 der beliebtesten Spiele der Zeitschrift gewählt.
Im deutschsprachigen Raum haben mehr als 170 Leser über Spieletipps.de eine durchschnittliche Wertung von 96/100 der PlayStation-Version verliehen.
Die PlayStation-Version verkaufte sich in den ersten drei Wochen in Japan 97.460-mal. Außerdem konnte sich die Sega-Saturn-Version im ersten Jahr allein in Japan 344.554-mal verkaufen und war somit das 15. meistverkaufte Spiel für die Sega Saturn in Japan 1998.
Die PS-One-Klassiker-Veröffentlichung im PlayStation Store für PlayStation 3 erreichte mit mehr als 3000 Bewertungen in Nordamerika eine fünf-Sterne-Bewertung; diese Bewertung wurde auch mit mehr als 1750 Bewertungen im europäischen und fast 3500 Bewertungen in Japan erreicht.